# Refuge de l'Arpont
Il refuge de l'Arpont (2.309 m s.l.m. ) è un rifugio alpino delle Alpi della Vanoise e del Grand Arc nelle Alpi Graie.

## Storia

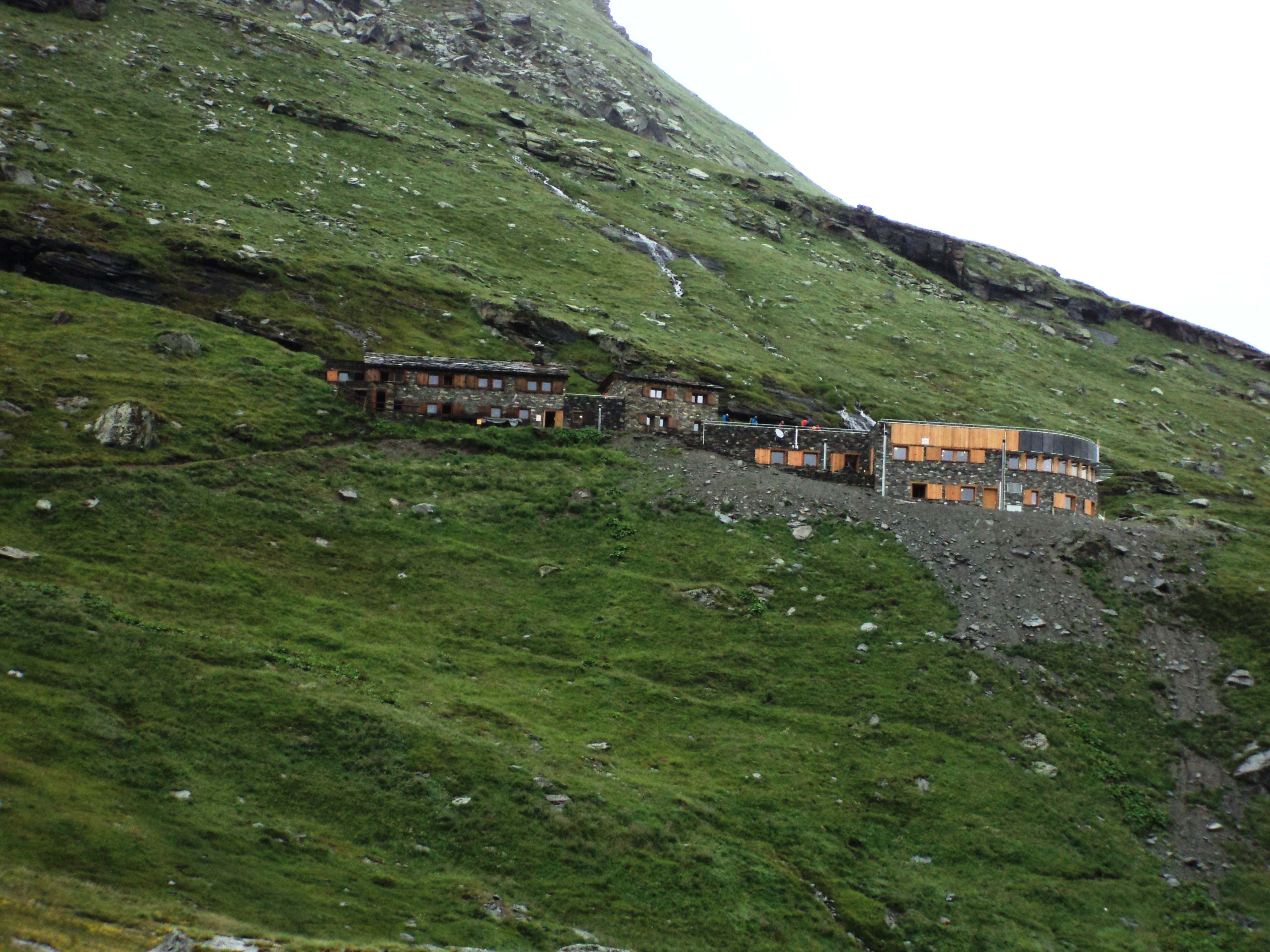
Il rifugio nel 2014 con gli ampliamenti appena eseguiti.

Costruito nel 1969 ha avuto negli anni vari ammodernamenti. Nel 2012 e 2013 sono stati portati avanti vari lavori di ammodernamento e di ampliamento.

## Accesso
L'accesso avviene partendo dal pont du Chatelard poco sopra l'abitato di Termignon. Si raggiunge il rifugio in circa tre ore.

## Ascensioni
- Dôme de l'Arpont - 3.599 m
- Dôme de Chasseforêt - 3.586 m
- Dôme des Nants - 3.570 m

## Traversate
- Refuge du Col de la Vanoise - 2.515 m - in 5 ore
- Refuge de la Dent Parrachée - 2.511 m